# Назаров, Анвар Ёриевич
Назаров Анвар Ёриевич (тадж. Назаров Анвар Ёриевич; 7 апреля 1960 — 7 марта 2017) — таджикский шахматист. Играл за сборную РТ на 38-й и 39-й шахматных олимпиадах. Исполнял обязанности Президента Федерации Шахмат Таджикистана в 1999—2003 годах. Международный мастер (1998). Вице-президент Федерации Шахмат Таджикистана 2005—2010. Международный арбитр по шахматам (2010). Двукратный чемпион по шахматам Республики Таджикистан (2005, 2010). Капитан сборной Таджикистана на международных турнирах.

## Биография
С детства занимался шахматами. В 1977 году окончил среднюю школу № 60 (Душанбе), в 1987 году — Таджикский институт физической культуры (ТИФК). Для повышения уровня педагогического и тренерского мастерства осенью 1988 года поступил в Высшую школу Тренеров (ВШТ). В 1990 году окончил её с отличием, получив второй диплом о высшем образовании и специальность тренера высшей квалификации.
По окончании ВШТ вернулся в г. Душанбе и был назначен директором шахматной школы.
В 1991—1993 г. вел на первом канале Таджикского телевидения вместе с Исаевым Джамшедом программу «Шахматная школа». Ученики школы неоднократно становились победителями и призёрами чемпионатов Мира, Азии, СНГ и других турниров по шахматам, шашкам, полевому теннису. За эти успехи было присвоено почётное звание «Заслуженный Тренер РТ».
В 1994 году поступил, а в 1997 году окончил Таджикский государственный университет коммерции (ТГУК) по специальности Бухгалтерский учёт и Аудит валютных операций. C 1993 года по 2013 год вёл активную банковскую деятельность. В 2005 году возглавил одну из первых микрокредитных организаций в Республике Таджикистан ООО «МДО Кредит-Экспресc». Скончался в результате тяжёлой болезни. Похоронен в Душанбе.

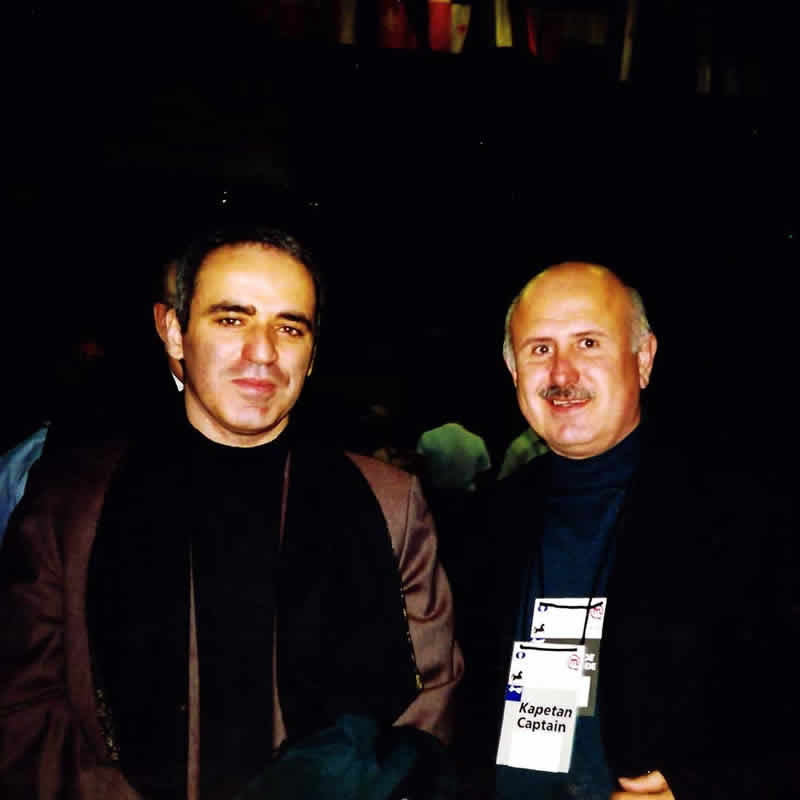
Каспаров и Назаров
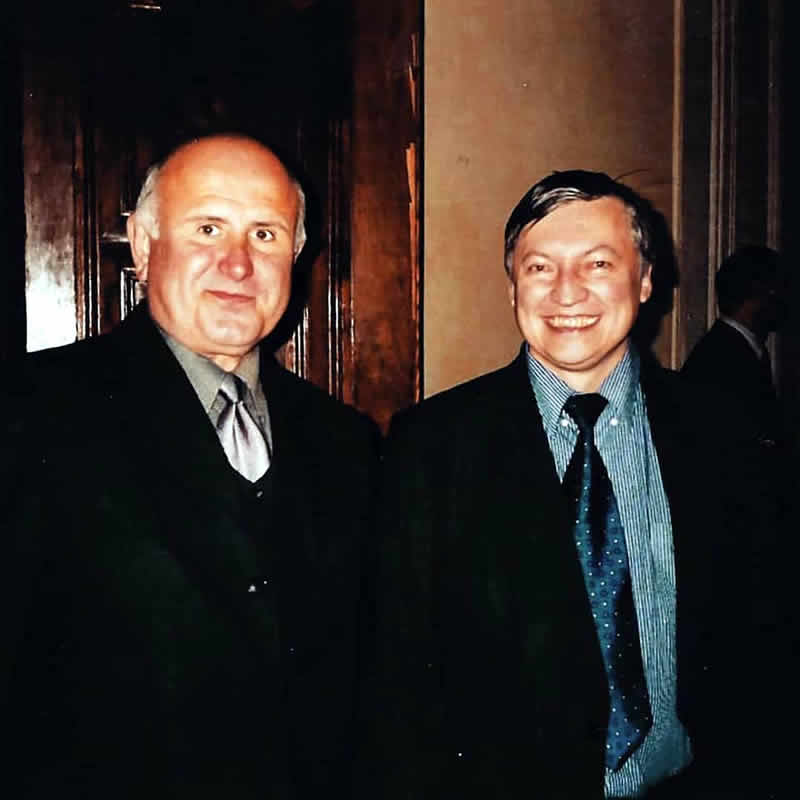
Анатолий Карпов и Анвар Назаров
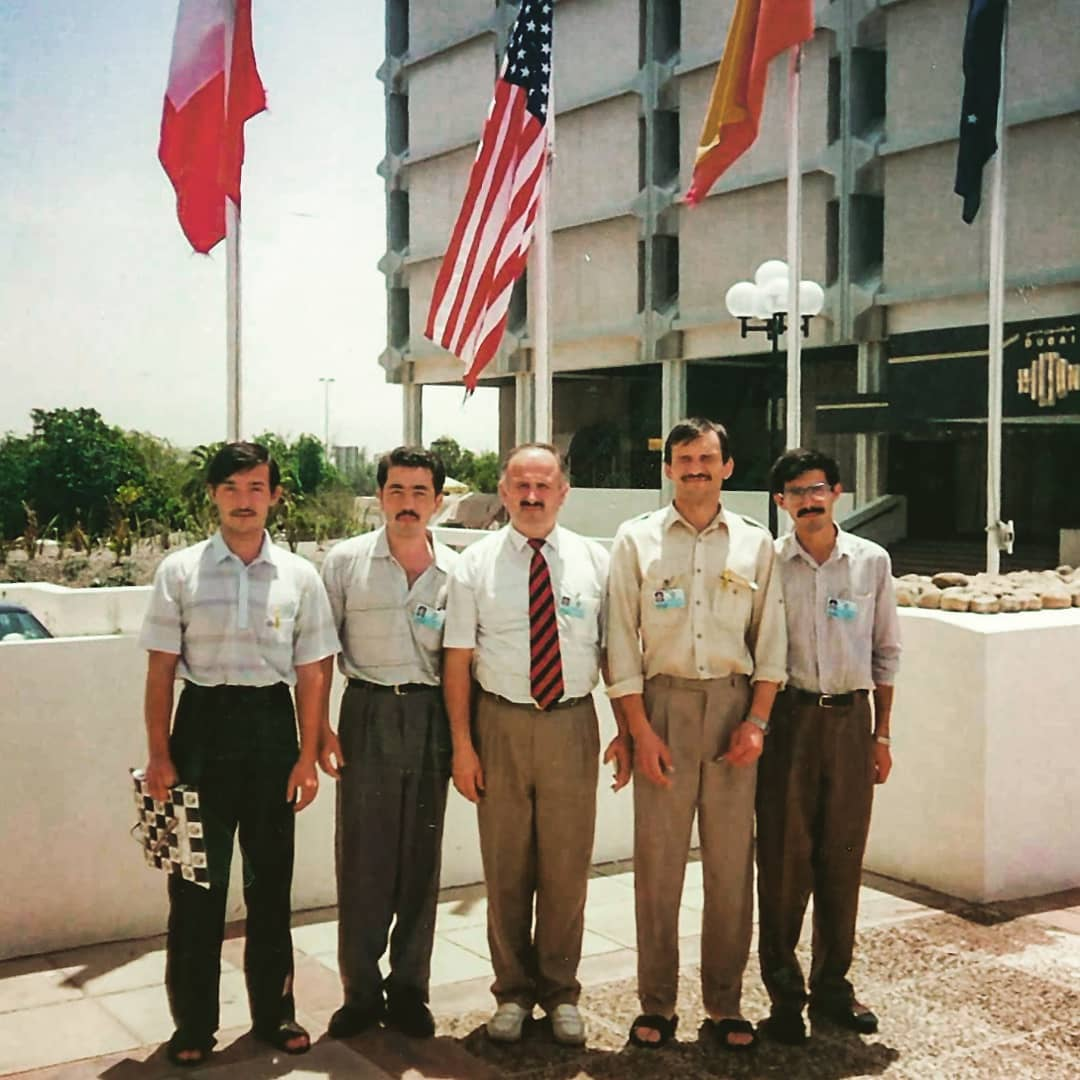
Сборная Таджикистана на соревнованиях

## Изменения рейтинга
| Графики недоступны из-за технических проблем. См. информацию на Фабрикаторе и на mediawiki.org. |